# チャールズ・R・バートン
チャールズ・ロバート・バートン（Charles Robert Burton、1942年12月13日 – 2002年7月15日）は、イギリスの探検家で、特に、世界で初めて北極と南極の両極を巡る形での世界一周を行なったトランスグローブ・エクスペディションの一員であったことで知られている。探検隊に、コック、無線担当、整備士として参加し、探検隊長ラナルフ・ファインズに、全行程で同行した唯一の隊員であった。
バートンは、当時の南アフリカ連邦ケープタウンに生まれた。イングランド南西部サマセット州のミルフィールド校に学んだが、当時は学業よりもスポーツに長けた生徒であった。1961年から1967年にかけて、イギリス陸軍の一員となり、エリート部隊である特殊空挺部隊の隊員として中東、北アイルランド、マルタ、西ドイツに赴いた。除隊後、バートンは定職には就かず、警備会社などを転々としながら働いていた。
1975年、ロンドンのチェルシーでバーテンダーをしていたときに、ファインズと出会い、彼とともに4年をかけてトランスグローブ・エクスペディションの準備と資金調達にあたった。1979年から1982年にかけての遠征の後、バートンは再び警備の仕事に戻った。その10年後、彼は再びファインズの遠征準備を援助したが、遠征への参加は断った。
バートンは、世界一周の途上だった1981年4月に、オーストラリアのシドニーで、テルマ・"トウィンク"・ペッツ (Thelma "Twink" Petts) と結婚した。バートンは、 2002年7月15日に、心筋梗塞のためにイースト・サセックス州のファームフィールド村の自宅で死去した。